# Мишкутёнок, Наталья Евгеньевна
Ната́лья Евге́ньевна Мишкутёнок (род. 14 июля 1970, Минск, Белорусская ССР, СССР) — советская и российская фигуристка, выступавшая в парном катании с Артуром Дмитриевым. Олимпийская чемпионка 1992 года и серебряный призёр Олимпиады 1994 года. Заслуженный мастер спорта СССР (1992).

## Биография
Наталья Мишкутёнок сначала выступала в одиночном катании, тренировалась в Минске у Александра Верковича. Отец Натальи рано умер, поэтому мать, по просьбе первого тренера, привезла её в Ленинград. Фигуристку приняли в спортинтернат, где она стала кататься в группе Тамары Москвиной. В 1986 году Мишкутёнок встала в пару с Артуром Дмитриевым. В 1991 году Т. Москвина рассказывала, что Мишкутёнок — с характером, была на ведущей роли в паре, иногда замыкалась и тогда от неё ничего невозможно было добиться. Пара практически сразу исполняла два разных тройных прыжка (впервые среди пар — тулуп, или сальхов), что предопределило успех. В 1987 году пара заняла 4-е место в турнире на призы газеты «Московские новости», в 1988 выигрыала вает этот турнир. В 1988/89 пара выиграла Всемирную универсиаду и была второй на чемпионате СССР. В 1988 году дебютировала на чемпионате Европы, но на чемпионат мира попала впервые в 1990 году из-за острейшей конкуренции в советской школе в те годы. В короткой программе пара была второй, но в произвольной, поставленной в оригинальном стиле (на еврейские народные мелодии), несмотря на чисто выполненный максимально сложный набор элементов (тройной тулуп, тройная подкрутка и два тройных выброса), лишь третьей.
В сезоне 1990/91 Москвина поставила исключительно гармоничную программу «Грёзы любви» на музыку Ференца Листа, ставшую шедевром в фигурном катании, с красивейшими линиями, удивительным взаимодействием партнеров, целой серией разнообразнейших спиралей и тодесов, длившейся последние 1,5 минуты программы. Программа принесла победы на всех соревнованиях, чемпионатах Европы, мира и Олимпийских играх, в том числе четыре оценки 6,0 на чемпионате мира 1992 года, выставленные впервые за 13 лет.
Затем пара перешла в профессионалы, в 1992 выиграла турнир U.S. Open, однако на чемпионате мира среди профессионалов и турнире Challenge of Champions — лишь третья.
Пара вернулась в любительское катание на сезон 1993/94. На чемпионате Европы в короткой программе ошиблась в поддержке, после чего судья из Чехии ошибочно ввёл в систему оценки 4,4/4,7 вместо 5,4/5,7, отобразившиеся на табло. Несмотря на все просьбы судьи исправить ошибку, ИСУ ответил запретом. Пара оказалась пятой, но в произвольной программе — второй, что позволило получить итоговую бронзу. На Олимпийских играх как короткая, так и произвольная программа были доведены до совершенства и исполнены абсолютно чисто и захватывающе эмоционально (на музыку С.Рахманинова), только историческое выступление пары Гордеева—Гриньков не позволило Мишкутенок—Дмитриеву во второй раз получить золото.
Вскоре после Олимпиады 1994 года Мишкутёнок и Дмитриев решили расстаться. Дмитриев продолжил спортивную карьеру, и вместе с Оксаной Казаковой выиграл золото Олимпиады 1998 года, а Мишкутёнок отправилась в США изучать английский язык. Там она вышла замуж за хоккеиста Крейга Шепарда, с которым время от времени выступала в различных ледовых шоу.
Позже они с Шепардом развелись, и Мишкутёнок вышла замуж за дизайнера интерьеров Алана Хайнлайна. 16 января 2006 года Наталья родила дочь, Наташу Алену Мишкутёнок-Хайнлайн (англ. Natasha Aleena Mishkutionok Hainline).
Мишкутёнок запомнилась исключительной растяжкой, позволявшей ей выполнять необычайные вариации тодесов, спиралей и вращений, в которых она находилась в шпагате (или захватывала ногу) в разных позициях.
Сейчас[когда?] Мишкутёнок работает тренером спортивных пар и одиночников в Техасе. Одним из её учеников является серебряный призёр чемпионата США среди новичков, ранее она работала с Анжеллой Максвелл.

## Спортивные достижения
| Соревнования/Сезон      | 1987-88 | 1988-89 | 1989-90 | 1990-91 | 1991-92 | 1992-93 | 1993-94 |
| ----------------------- | ------- | ------- | ------- | ------- | ------- | ------- | ------- |
| Зимние Олимпийские игры |         |         |         |         | 1       |         | 2       |
| Чемпионаты мира         |         |         | 3       | 1       | 1       |         |         |
| Чемпионаты Европы       | 4       | 3       | 3       | 1       | 1       |         | 3       |

## Награды
- Орден Дружбы народов (22 апреля 1994 года) — за высокие спортивные достижения на XVII зимних Олимпийских играх 1994 года[4].
- Заслуженный мастер спорта СССР (1992).